# Dramane Traoré
Dramane Traoré (* 17. Juni 1982 in Bamako) ist ein ehemaliger malischer Fußballspieler. Der Stürmer nahm mit der malischen Fußballnationalmannschaft an den Olympischen Sommerspielen 2004 in Athen teil. Insgesamt trat er für die Nationalmannschaft in 30 Spielen an und erzielte sieben Tore.

## Karriere
Traoré war zwischen 2001 und 2010 in der Malischen Nationalmannschaft, dabei von 2006 bis 2019 regulär. Schon 2004 war er Mitglied der malischen Fußballnationalmannschaft bei den Olympischen Sommerspielen. Das Team kam ins Viertelfinale, wo es gegen Italien verlor und somit Rang fünf erreichte. 2007 konnte er in der letzten Minute ein Siegtor gegen Togo in der Qualifikation zum Afrika-Cup 2008 erzielen.
Weitere Erfolge hatte Traoré mit Lokomotive Moskau im Russischen Fußballpokal 2006/07 sowie mit Espérance de Tunis in der tunesischen Profiliga 2010/11. Ale Einzelspieler wurde er 2015 mit dem Malaysia Super League Golden Boots Award geehrt.